# Guilherme Costa Marques
Guilherme (* 21. Mai 1991 in Três Rios; mit vollem Namen Guilherme Costa Marques) ist ein brasilianischer Fußballspieler.

## Karriere
Guilherme spielte in der Jugendabteilung von Paraíba do Sul und wechselte 2009 zum portugiesischen Verein Sporting Braga. Hier wurde er ein Jahr in der Nachwuchsabteilung eingesetzt und war anschließend Teil der Profimannschaft. Für diese spielte er bis zum Jahr 2014 in fünf Ligapartien und wurde ansonsten die meiste Zeit an andere Vereine ausgeliehen. Unter anderem verbrachte er als Leihspieler die Zeit von 2013 bis 2015 beim polnischen Klub Legia Warschau. Dieser verpflichtete Guilherme nach Ende der Leihdauer und hielt ihn bis zum Jahresanfang 2018 unter Vertrag.
Anschließend wechselte er zum italienischen Zweitligisten Benevento Calcio. Dieser setzte ihn eine halbe Saison ein und lieh ihn für die Saison 2018/19 an den türkischen Erstligisten Yeni Malatyaspor aus. Bis zum Wintertransfer-Fenster 2019/20 absolvierte Guilherme 61 Pflichtspiele, 48 davon in der Süper Lig, neun Spiele im Türkischen Pokal Ziraat Türkiye Kupası und vier in der Qualifikation zur UEFA Europa League. Zum besagten Transferfenster 2019/20 wechselte Guilherme als Leihe zu Trabzonspor, wo er einen Vertrag bis zum Sommer 2021 unterschrieb.